# 御上神社

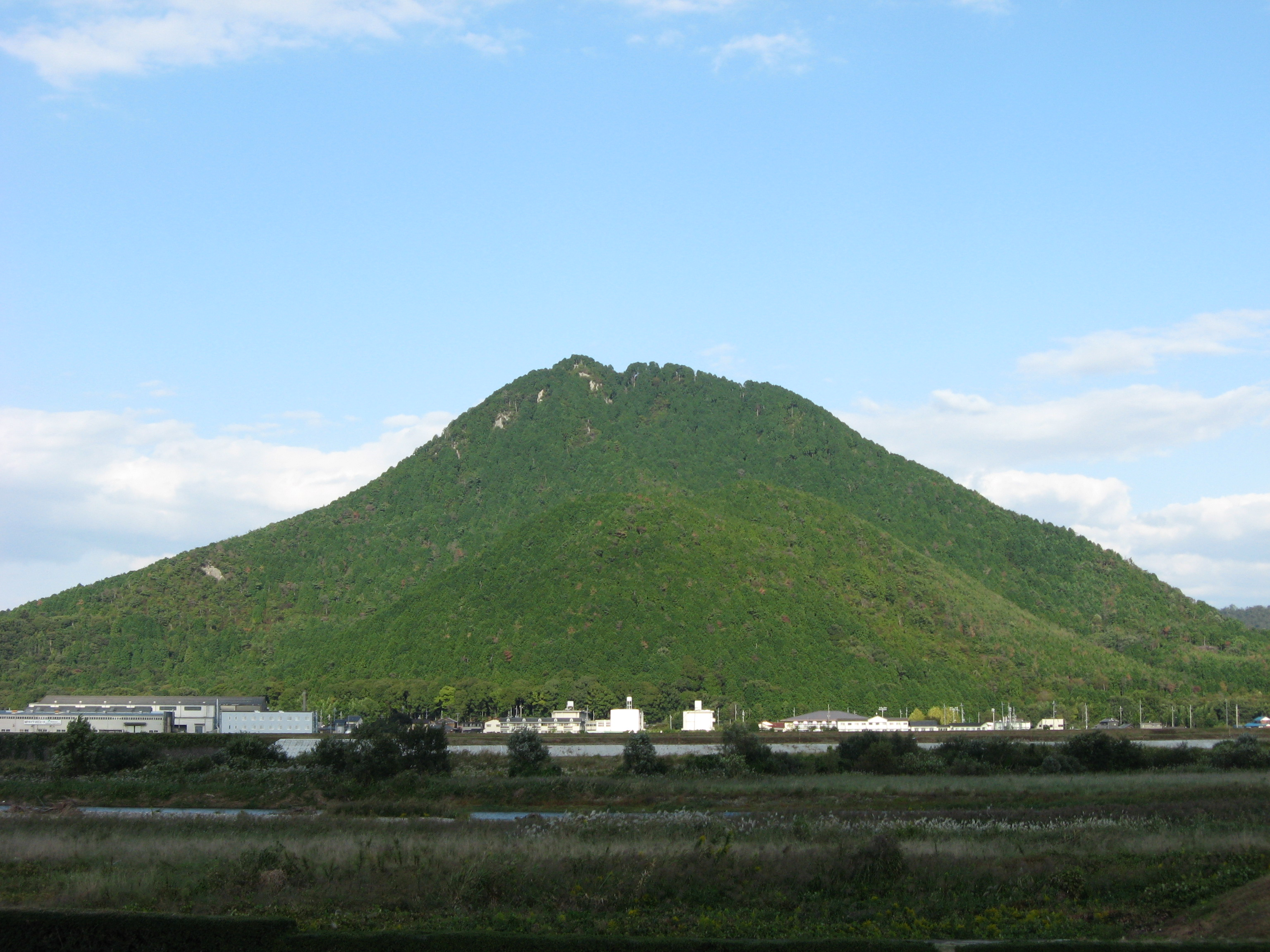
神体とする三上山（近江富士）野洲川対岸より。

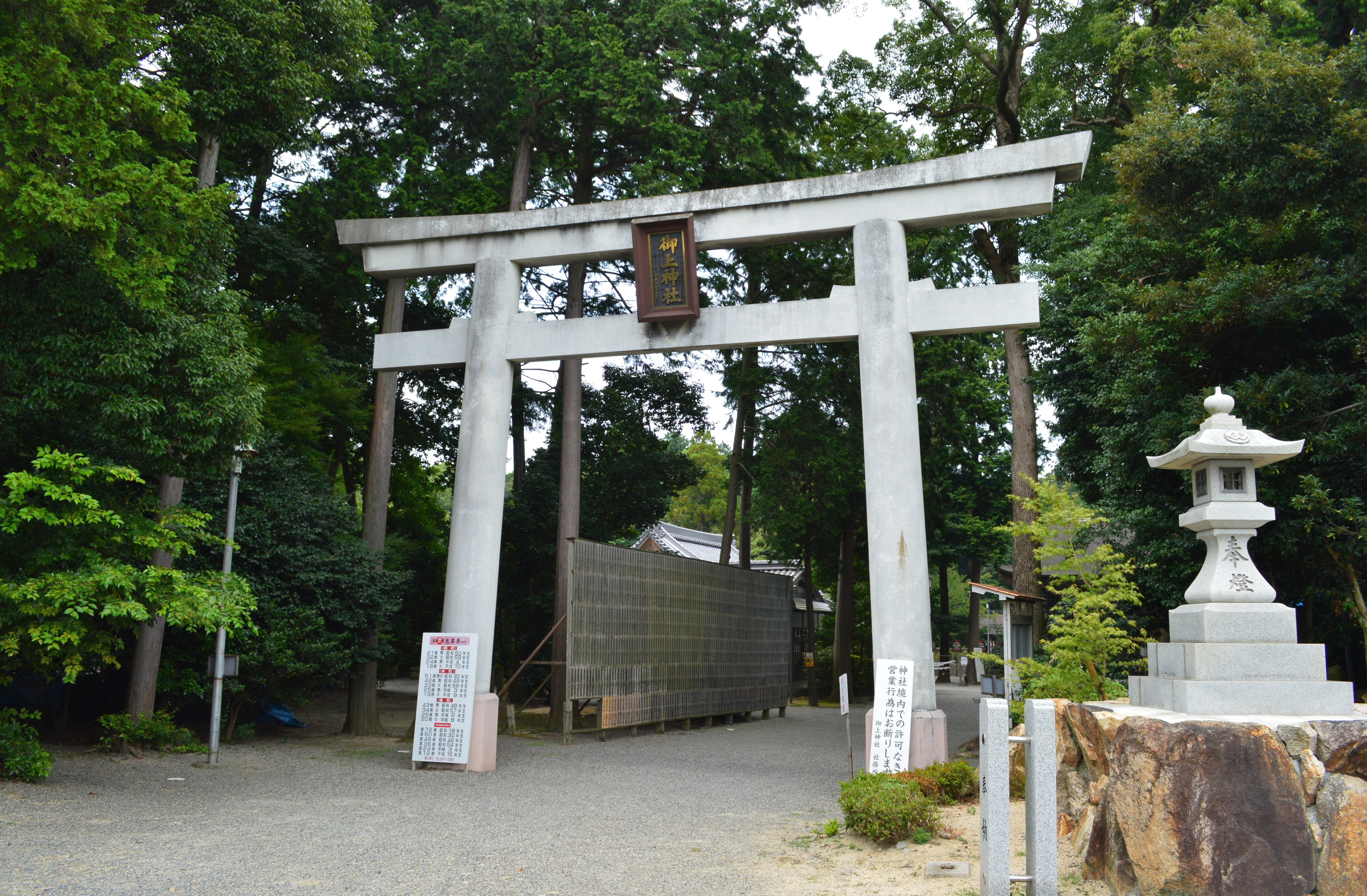
鳥居

御上神社（みかみじんじゃ）は、滋賀県野洲市三上にある神社。式内社（名神大社）、旧社格は官幣中社で、現在は神社本庁の別表神社。琵琶湖南岸、「近江富士」の別名もある三上山（標高432メートル）の山麓に鎮座し、三上山を神体山として祀る。三上山は藤原秀郷（俵藤太）のムカデ退治伝説でも知られる。

## 祭神
- 主祭神 - 天之御影命（あめのみかげのみこと）。天津彦根命の子。天照大神の孫。日本第二の忌火の神とされる。

## 歴史
社伝では、孝霊天皇6年6月18日に天之御影命が三上山の山頂に降臨し、それを御上祝（神主）が三上山を神体（神奈備）として祀ったのに始まると伝える。明治から昭和にかけての発掘調査では三上山ふもとの大岩山から24個の銅鐸が発見されており、三上山周辺では古来から祭祀が行われていたと考えられている。
養老2年（718年）3月15日に、藤原不比等が勅命によって遥拝所のあった榧木原と称された三上山麓の現在地に社殿を造営したという。
平安時代中期の『延喜式神名帳』では「近江国野洲郡 御上神社 名神大 月次新嘗」と記載され、名神大社に列している。古代から中世にかけて三上山山麓に東光寺があったとされる。数多くの伽藍・堂舎があったとも伝えられ、「三上古跡図」にその様子が描かれている。また、円融天皇によって当社は勅願所に定められている。
1876年（明治9年）に近代社格制度において郷社に列せられた。
1890年（明治23年）に、本殿・拝殿・楼門が特別保護建造物に指定された機会に国庫補助を受けて解体修理が行われた。
1913年（大正2年）に県社、次いで1924年（大正13年）に官幣中社に昇格した。太平洋戦争後は神社本庁の別表神社に列している。
かつては三上山を神体山として祀っていたようであるが、現在は三上山は当社の境内の東に国道8号を挟んで立地し、本殿は境内の北に南向きで建てられているため方角は一致していない。

### 神階
- 六国史時代における神階奉叙の記録
  - 天安3年（859年）1月27日、従五位下から従五位上 （『日本三代実録』） - 表記は「三上神」。
  - 貞観7年（865年）8月28日、従五位上から正四位下 （『日本三代実録』） - 表記は「三上神」。
  - 貞観17年（875年）3月29日、正四位下から従三位 （『日本三代実録』） - 表記は「三上神」。
- 六国史以後
  - 陽成天皇年間（876年 - 884年）、正一位 （社伝）

## 境内
- 本殿（国宝） - 桁行三間、梁間三間、一重、入母屋造、向拝一間、檜皮葺。鎌倉時代後期の造営だと思われるが、縁廻り及び向拝は建武4年（1337年）頃の改造とみられている[2]。漆喰壁及び連子窓などがあり、神社・寺院・殿舎の様式を混合させたような形になっている。その独特な構造から「御上造」と呼ばれることもある。裏側には扉・庇があるが、三上山の遥拝所であった名残とする説があるほか、神宝庫・祭器庫としての建築とする説[3]がある。滋賀県下にある神社建築の国宝第一号である[4]。
- 拝殿（重要文化財） - 桁行三間、梁間三間、一重、入母屋造、向拝一間、檜皮葺で本殿と似た構造である。かつての本殿を移築・改造したものと伝えられており、鎌倉時代後期の造営だと思われる。
- 神輿舎
- 宝庫
- 楼門（重要文化財） - 三間一戸、入母屋造、檜皮葺。鎌倉時代後期の造営だと思われる。
- 社務所
- 悠紀斎田- 境内前にある斎田。昭和天皇即位時、大嘗祭に供える献上米の栽培地として指定された。以来毎年5月には御田植祭として、昔ながらの服装で田植えが行われる。
- 御旅所 - 三上山の麓にある。

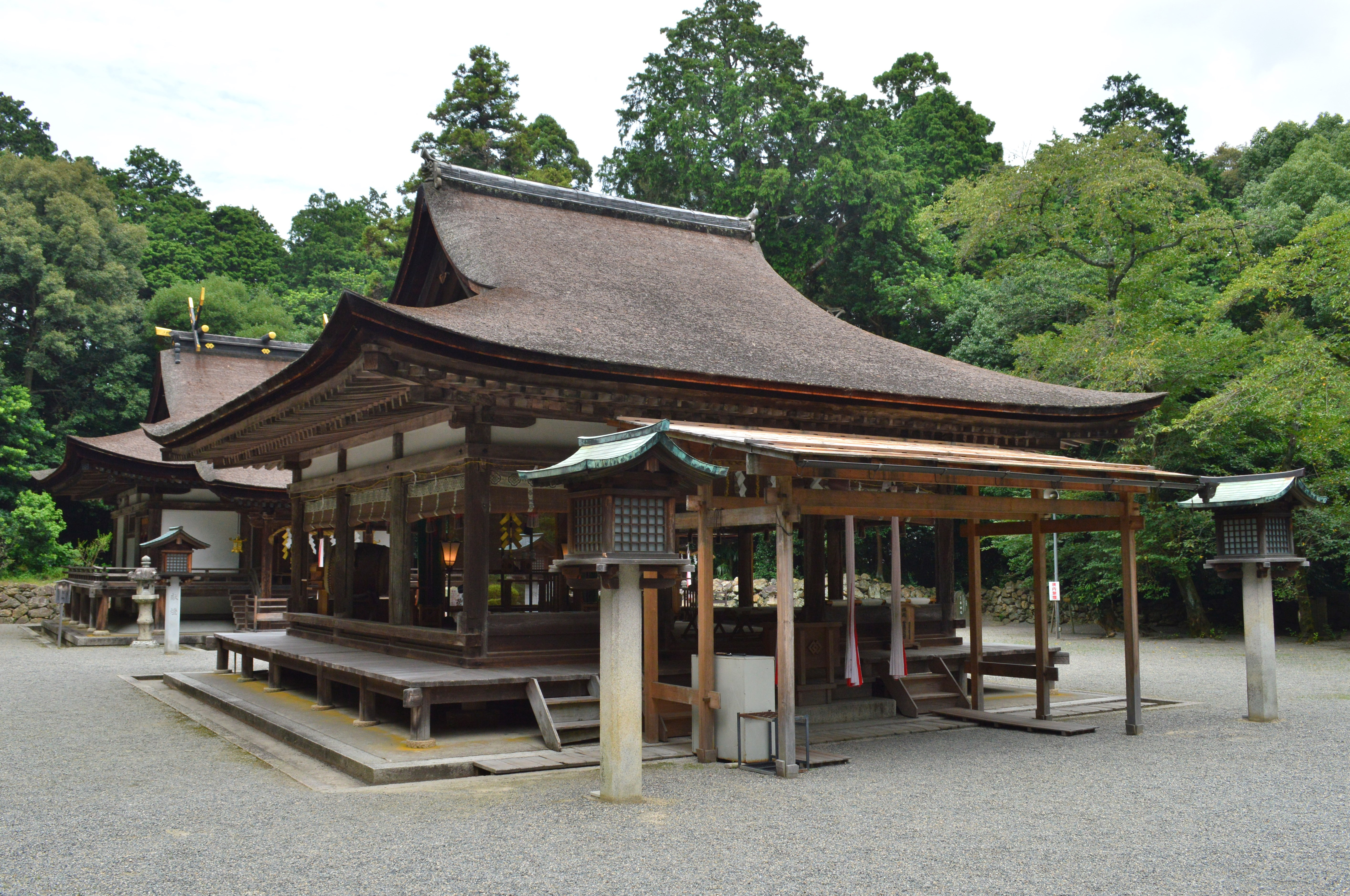
拝殿（重要文化財）
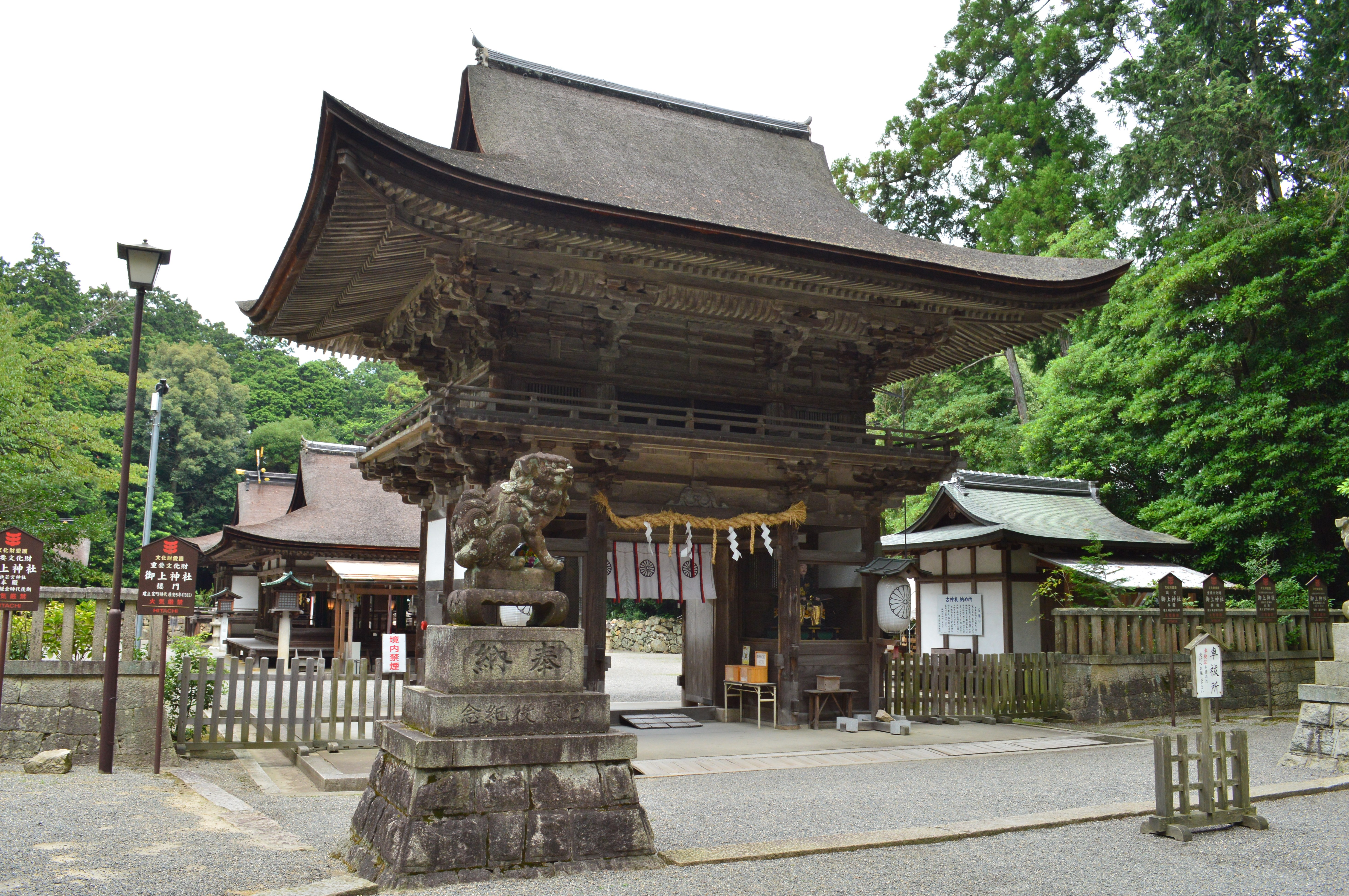
楼門（重要文化財）
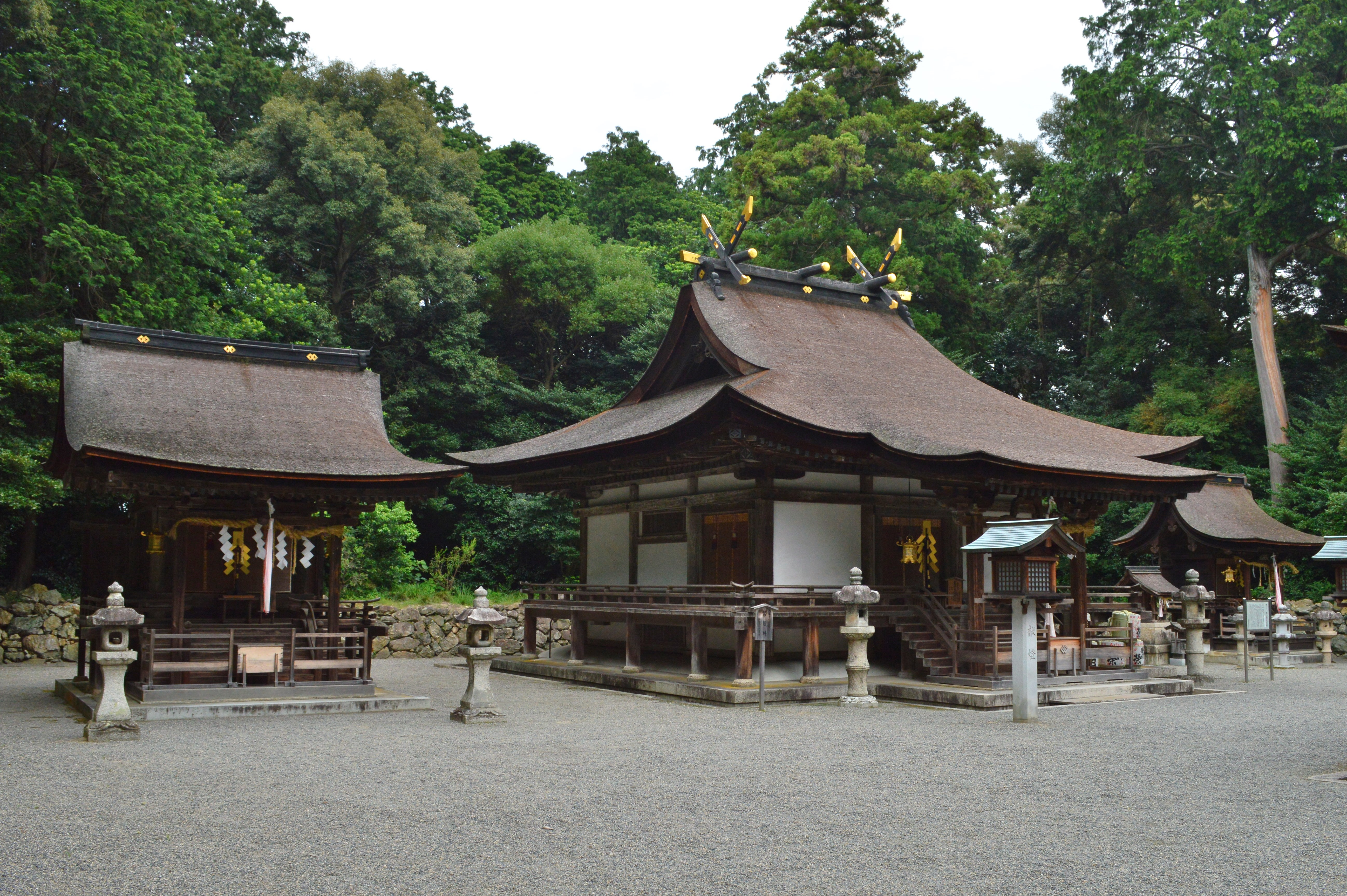
境内 本殿（中央）の左手に若宮神社、右手に三宮神社と天神宮神社。
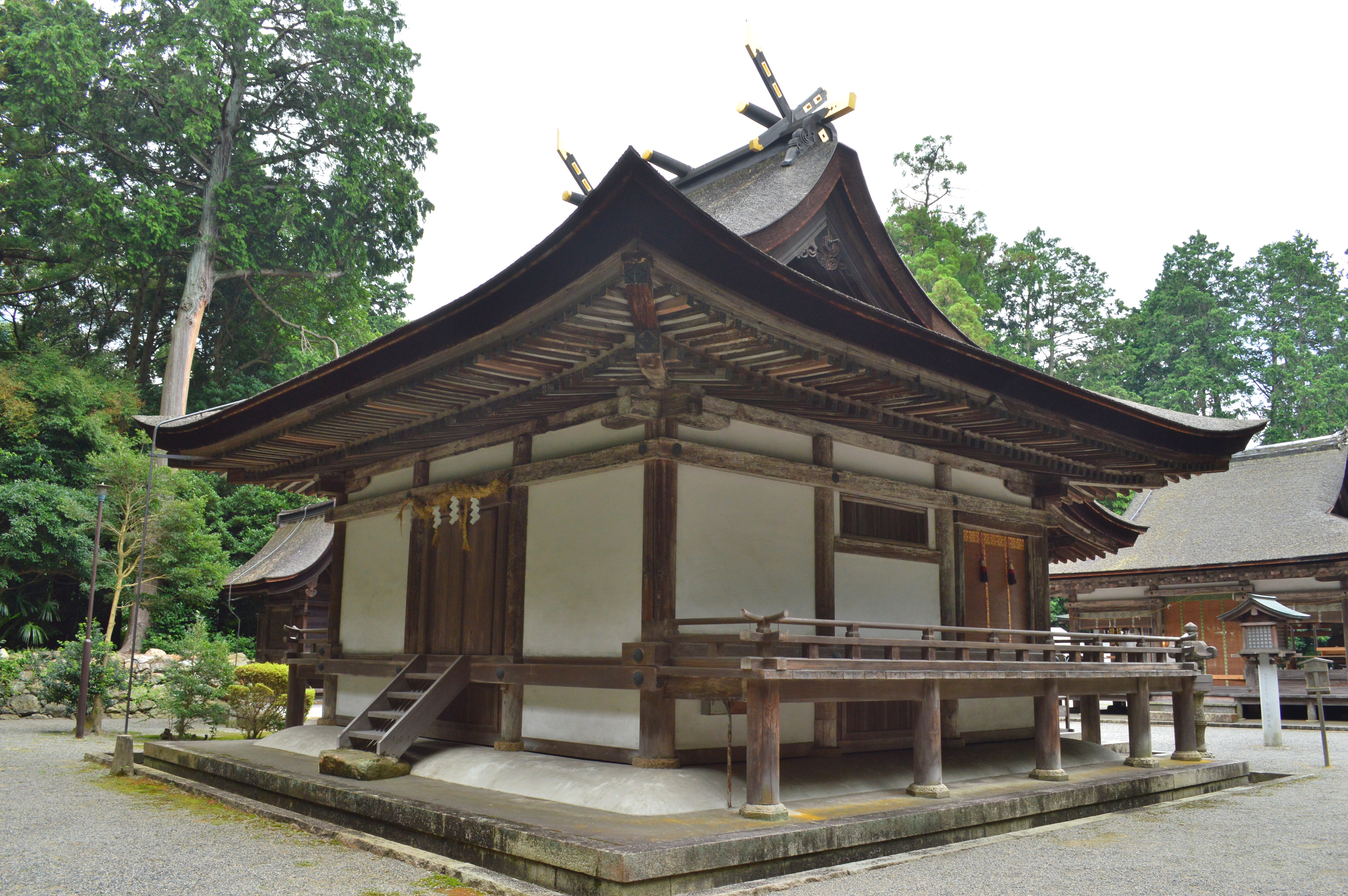
本殿裏面
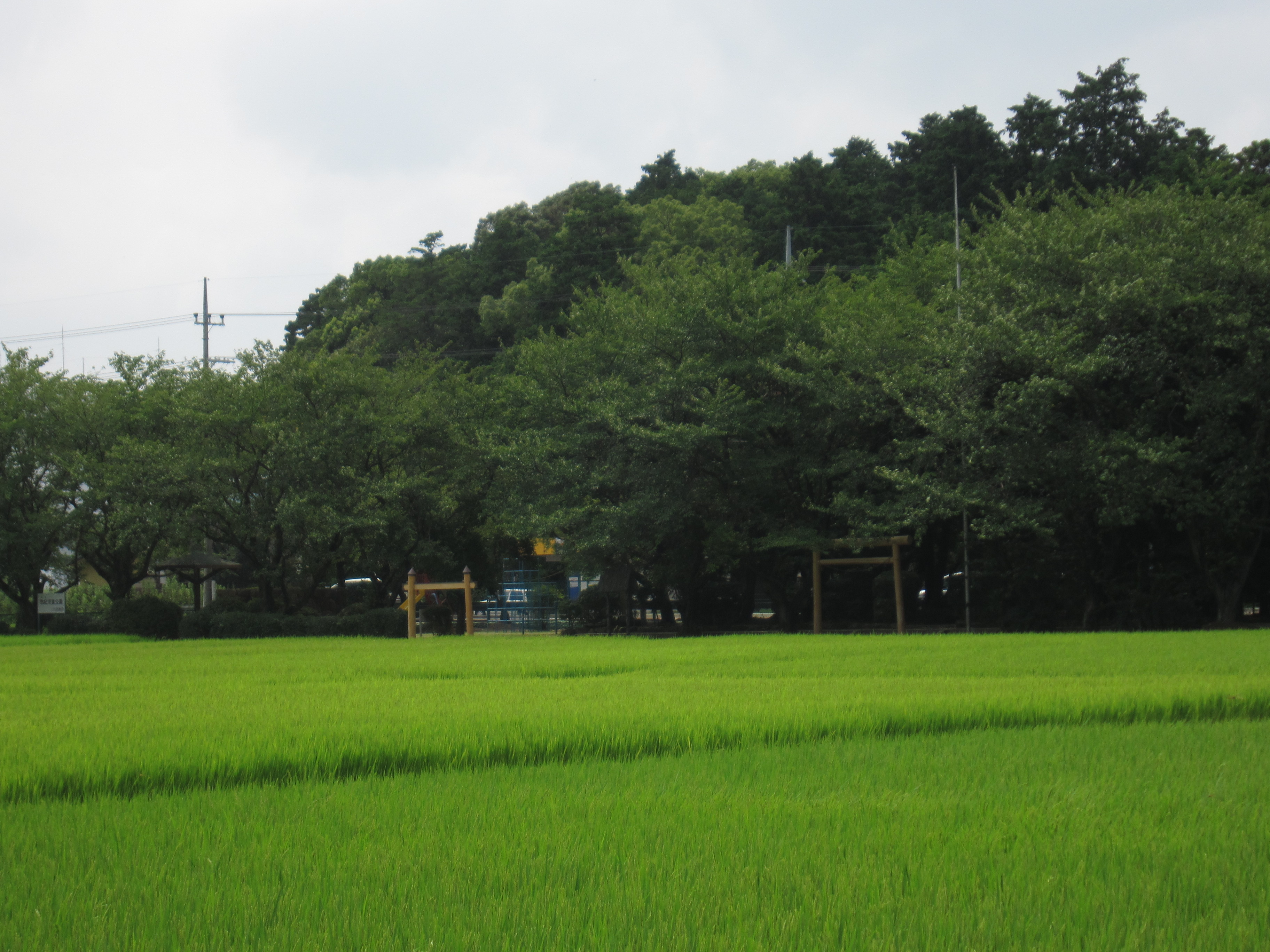
悠紀斎田 鳥居奥に記念碑。

## 摂末社

### 摂社
- 若宮神社（重要文化財） - 祭神：伊弉諾尊、菅原道真公、天石戸和別命、天之御桙神、野槌之神。本殿向かって左手に鎮座。鎌倉時代後期の造営。一間社流造で、屋根は檜皮葺。天石戸和別命以下の三柱は後に配祀された。
  - 例祭：10月14日
- 三宮神社（滋賀県指定有形文化財）- 祭神：瓊瓊杵尊。本殿向かって右手に鎮座。室町時代の造営。一間社流造で、屋根は檜皮葺。かつては十禅師社と呼ばれていた。
  - 例祭：4月14日

### 末社
- 大神宮社 - 祭神：天照御大神
  - 例祭：1月16日
- 御鍵取神社 - 祭神：天津彦根命、猿田彦命
  - 例祭：5月16日
- 愛宕神社 - 祭神：火産霊命
  - 例祭：7月23日
- 竃殿神社 - 祭神：火産霊命、奥津比古神、奥津比売神
  - 例祭：2月27日
- 奥宮 - 祭神：天之御影命。三上山山頂に鎮座し、奥宮前には奥津磐座がある。

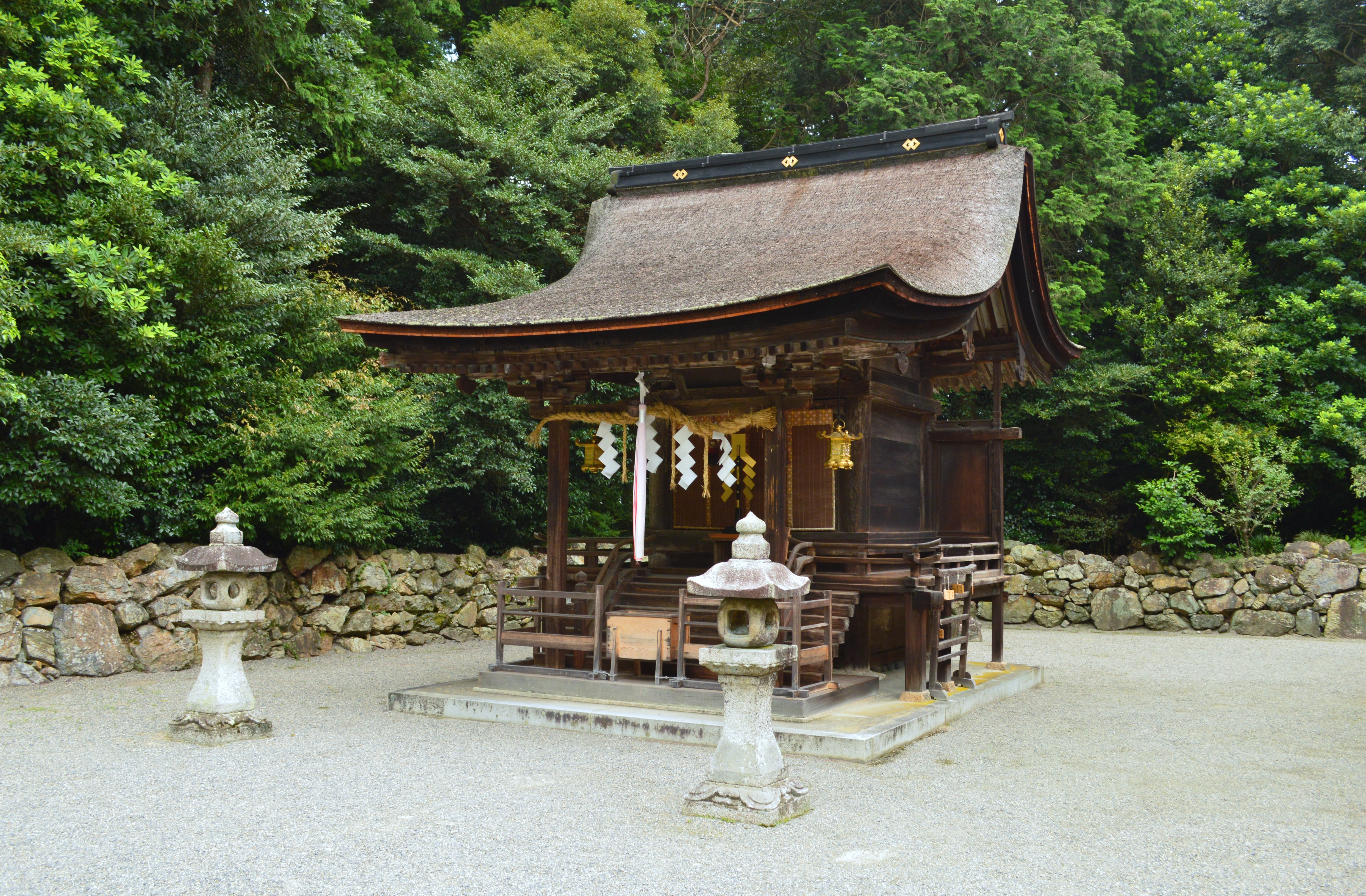
若宮神社（重要文化財）
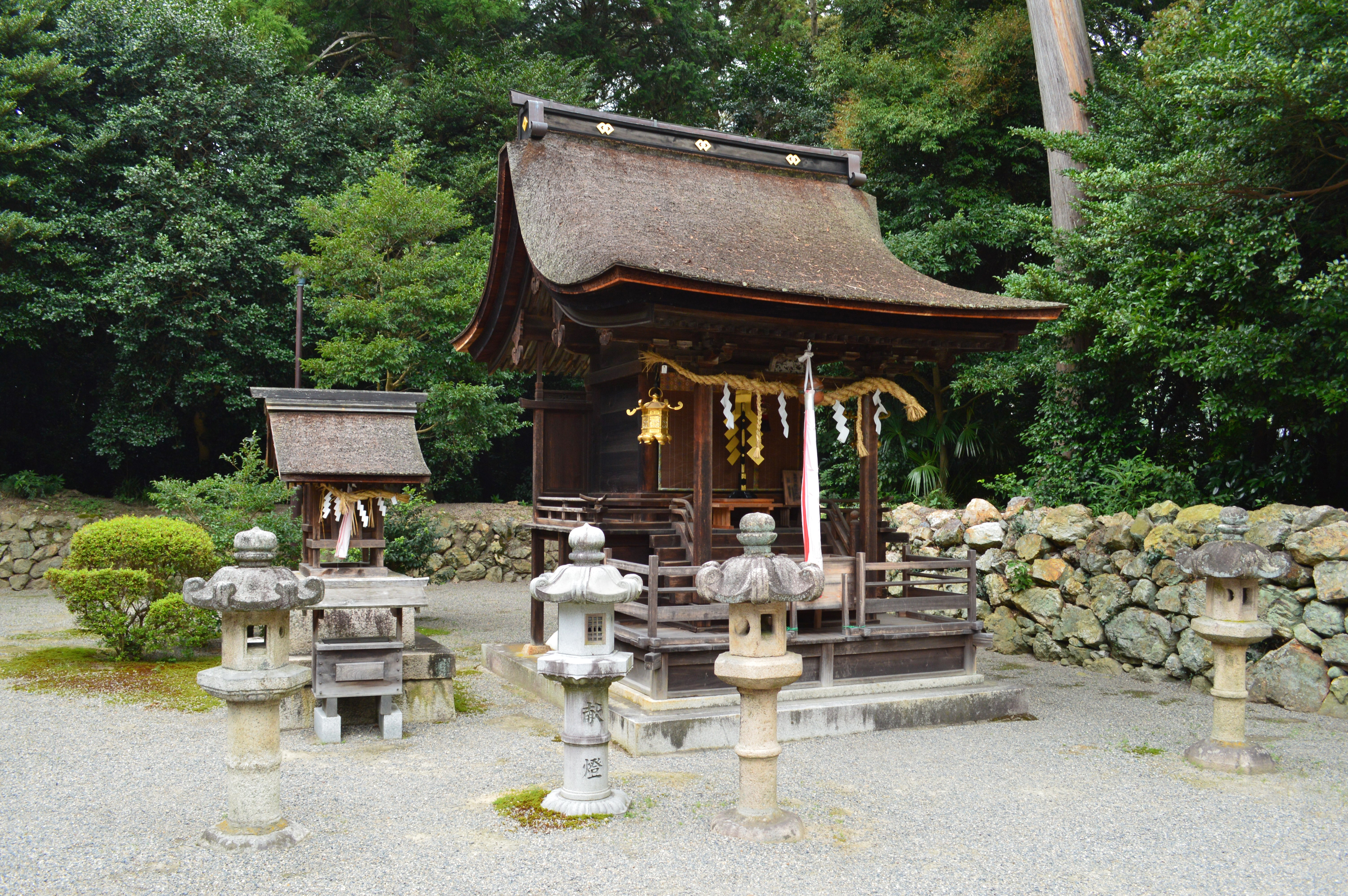
三宮神社（奥、滋賀県指定文化財）と天神宮神社
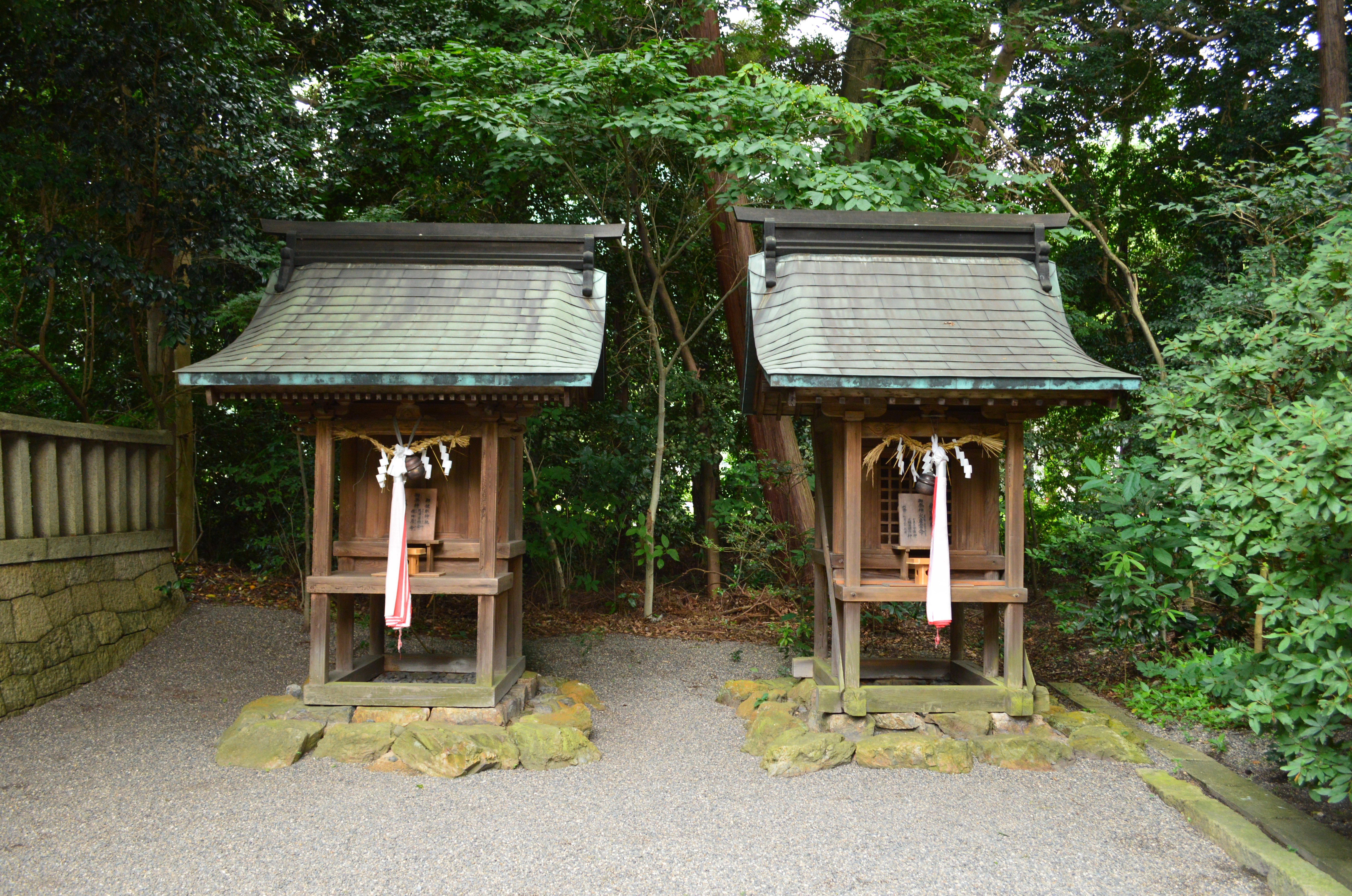
御鍵取神社（左）と愛宕神社
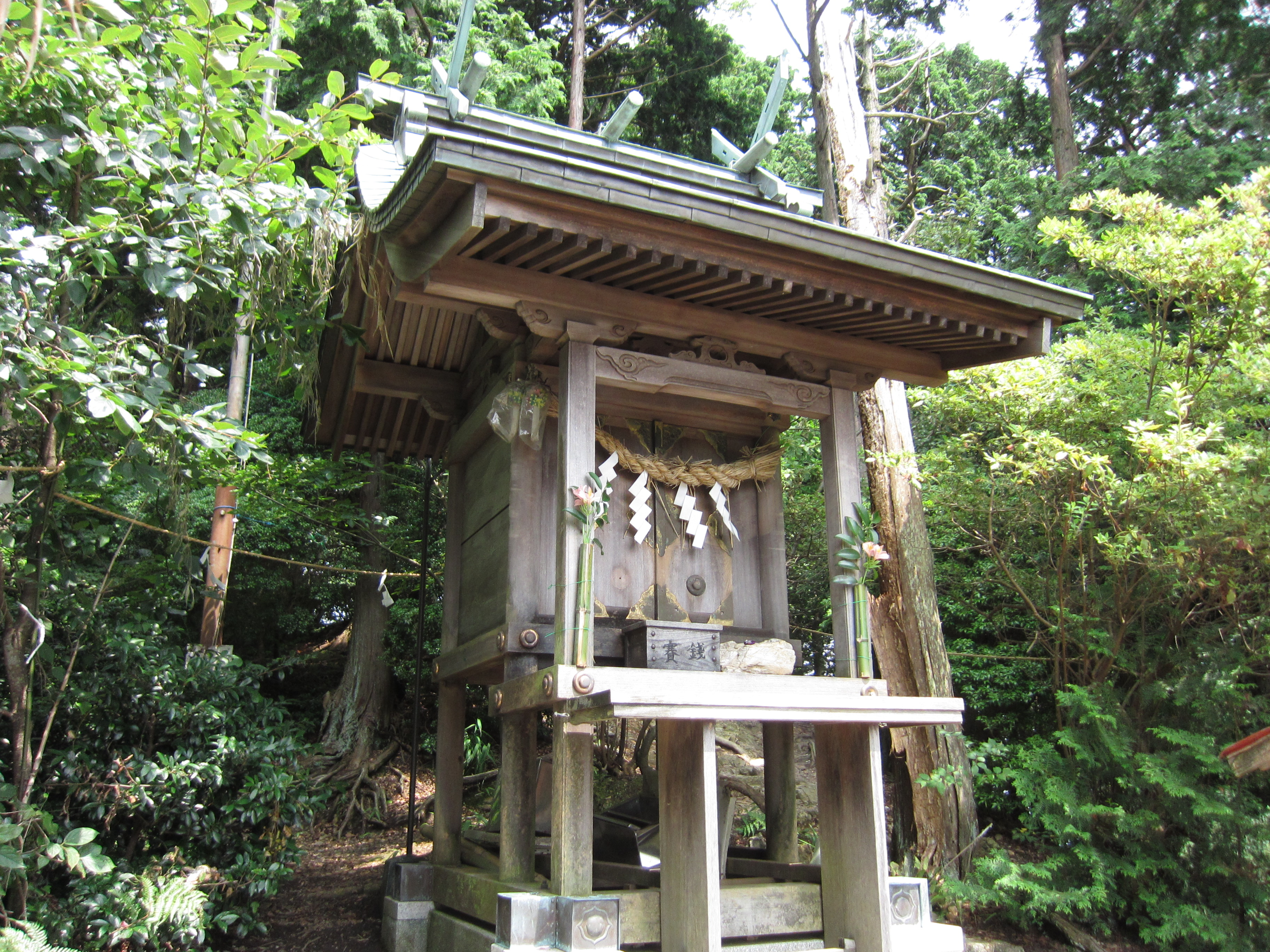
奥宮
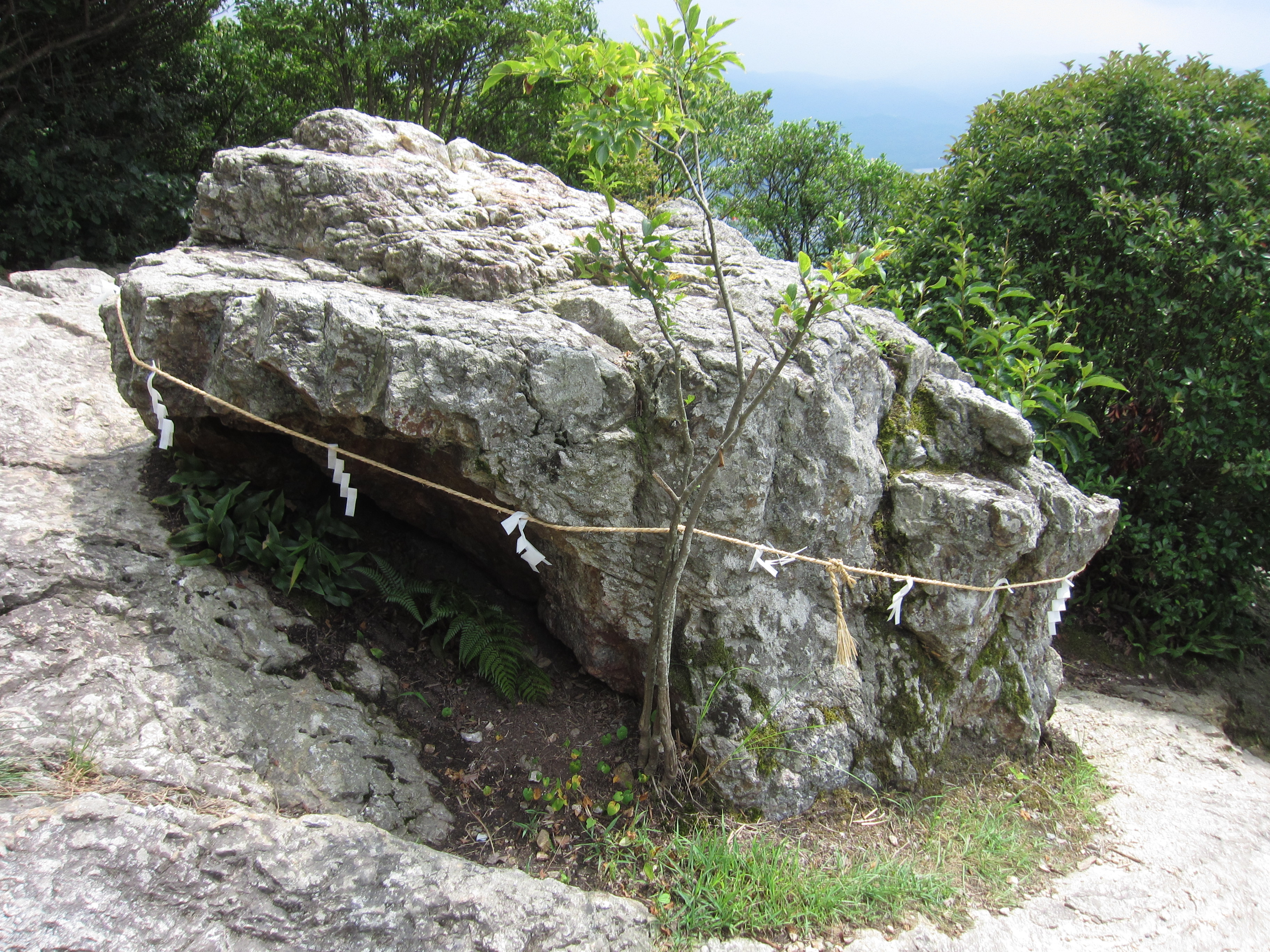
磐座 奥宮の社殿前に鎮座する。
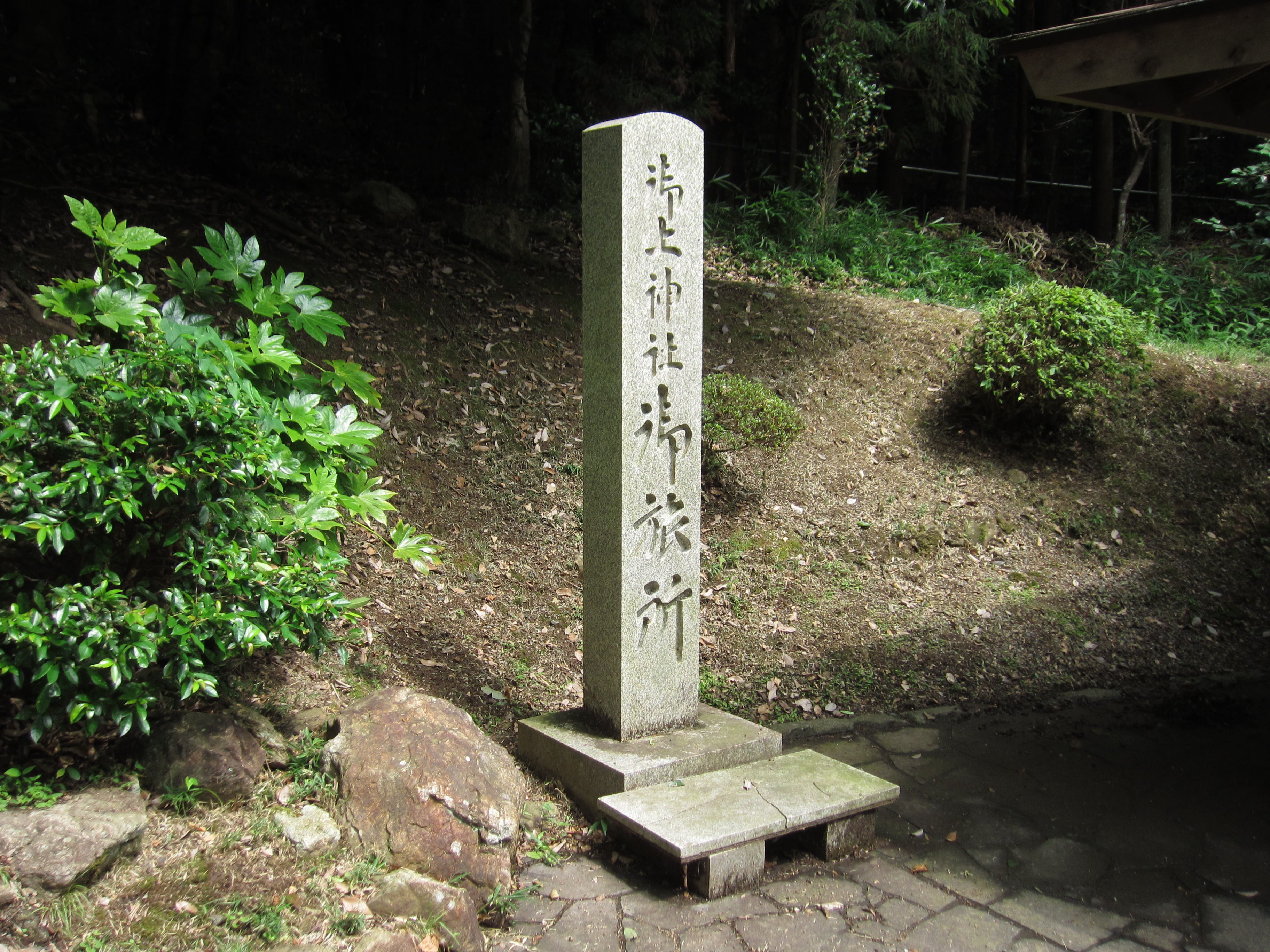
御旅所 三上山裏登山口に所在。

## 祭事

### 年間祭事
| - 毎月 - 月首祭 （1日） - 月次祭 （14日） - 1月 - 歳旦祭 （1月1日） - 2月 - 節分祭 （2月3日） - 祈年祭 （2月17日） | - 4月 - 遷祀祭 （4月15日） - 5月 - 例祭 （5月14日） - 悠紀斎田御田植祭 （5月吉日） - 6月 - 山上祭・影向祭 （旧暦6月18日） - 竜王祭 - 夏越大祓 （6月30日） | - 10月 - 秋季古例祭 （10月14日） - ずいき祭り - 11月 - 忌火祭・神衣祭 （11月第3日曜日） - 新嘗祭 （11月23日） - 12月 - 師走大祓 （12月31日） |

### ずいき祭り
10月14日に行われる秋季古例祭は、「ずいき祭り」と通称される。古くは「若宮殿相撲御神事」と呼ばれていたという。
秋の収穫感謝と子孫繁栄を祈念する祭りで、鎌倉時代以前に始まったとされる。ずいきで作った神輿（ずいき神輿）が5基奉納されるほか、芝原式として子供相撲が奉納される。中世の宮座の祭祀組織や神事を伝えていることから、国の重要無形民俗文化財に指定されている。

## 文化財

### 国宝
- 本殿（附：厨子1基）（建造物）
鎌倉時代後期の造営。1899年（明治32年）4月5日に当時の古社寺保存法に基づき特別保護建造物に指定。1952年（昭和27年）11月22日に文化財保護法に基づき国宝に指定。附（つけたり）の厨子は同年に追加指定[5]。

### 重要文化財
- 拝殿（建造物） - 鎌倉時代後期の造営。1899年（明治32年）4月5日指定[6]。
- 楼門（建造物） - 室町時代の造営。1899年（明治32年）4月5日指定[7]。
- 摂社若宮神社本殿（建造物） - 鎌倉時代後期の造営。1931年（昭和6年）1月19日指定[8]。
- 木造狛犬（彫刻） - 平安時代の作。京都国立博物館寄託。1909年（明治42年）4月5日指定[9]。

### 重要無形民俗文化財
- 三上のずいき祭 - 2005年（平成17年）2月21日指定[10]。保護団体はずいき祭保存会。

### 滋賀県指定有形文化財
- 摂社三宮神社本殿（建造物） - 室町時代の造営。1960年（昭和35年）1月20日指定[11]。
- 絹本著色両界曼荼羅図 2幅（絵画） - 南北朝時代の作。野洲市歴史民俗博物館（銅鐸博物館）寄託。1992年（平成4年）3月31日指定。
- 木造相撲人形 1組（力士2、行司1）（工芸品） - 鎌倉時代の作。滋賀県立琵琶湖文化館寄託。1957年（昭和32年）指定。
- 御上神社文書 265点（書跡） - 室町時代から明治期にかけての文書。野洲市歴史民俗博物館（銅鐸博物館）寄託。2001年（平成13年）3月19日指定。

### 野洲市指定有形文化財
- 黒漆金銅装神輿 3基 - 室町時代の作。

## 前後の札所
神仏霊場巡拝の道
143 長命寺　-　144 御上神社　-　145 建部大社

## 現地情報
所在地
- 滋賀県野洲市三上838

交通アクセス
- JR琵琶湖線（東海道本線）野洲駅から滋賀バス（北山台センター行き）で御上神社前停留所下車、徒歩3分。
- 同駅から野洲市コミュニティバス（三上コース）でコミセンみかみ（御上神社口）停留所下車、徒歩3分。

## 関連図書
- 安津素彦、梅田義彦 編集兼監修『神道辞典』神社新報社、1968年、56頁。
- 白井永二、土岐昌訓 編『神社辞典』東京堂出版、1979年12月、315頁。全国書誌番号:80010321。